# 心血管疾患
心血管疾患（しんけっかんしっかん、英語: Cardiovascular disease; CVD）とは、心臓・血管など循環器における疾患。おおむね循環器学および心臓血管外科学の診療範囲となる。

## 分類
病変の主座に応じて、心臓病と血管疾患とがある。

### 心臓病
心臓病は、まず、先天的な異常に起因するものと、後天的に異常が生じたものに大別される。先天的な異常に起因するものは先天性心疾患と称される。一方、後天的に異常が生じたものは、おおむね下記のように分けられる。
不整脈
刺激伝導系に異常が生じたもの。脈拍数が増加するか減少するかに従って、さらに徐脈性と頻脈性に分け、またさらに病変の位置に応じて徐脈性のものは洞機能異常と房室結節機能異常、頻脈性のものは上室性と心室性に分けることができる。
虚血性心疾患
冠動脈系に異常が生じたもの。
心臓弁膜症
心臓の中にある弁に異常が生じたもの。
組織における感染・炎症
心臓の組織（心内膜・心筋・心膜）に病原体が感染、ないし何らかの原因によって炎症が生じたもの。

### 血管疾患
血管疾患は、その病変の主座によって動脈疾患と静脈疾患とに大別され、動脈疾患には下記のようなものがある。
変性疾患
動脈硬化、大動脈瘤など。
炎症性疾患
高安動脈炎など。
先天性疾患
動静脈瘻など。
機能性疾患
レイノー病など。
一方、静脈疾患には、炎症性のものとして血栓性静脈炎、静脈血の還流障害として下肢静脈瘤や上大静脈症候群がある。